# Perin del Vaga

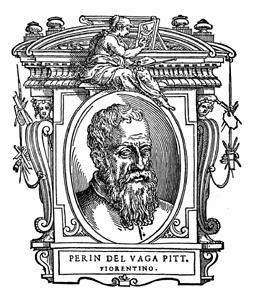
Perin del Vaga, según las Vite de Giorgio Vasari.

Perin del Vaga (Florencia, 1501 - Roma, 14 o 20 de octubre de 1547) fue un pintor italiano del siglo XVI, cuyo verdadero nombre era Pietro Bonaccorsi.

## Biografía

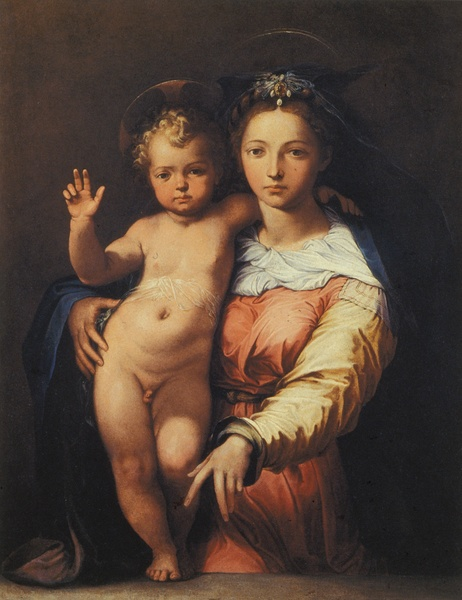
La Virgen con el Niño, Palacio Montecitorio, Roma.

Su primera formación la realizó en Florencia en el taller de Ridolfo Ghirlandaio, donde conoció a un pintor llamado Vaga, del que recibirá su sobrenombre.
En 1517, aproximadamente, se traslada a Roma, donde entra a trabajar en el taller de Rafael, participando en la decoración de las Logias Vaticanas, siendo ayudante de Giovanni da Udine en los frescos de la Sala de los Pontífices. Individualmente realiza la decoración de la sala del Palacio Baldassini, en la que reelabora modelos de Rafael, Peruzzi y Giulio Romano, con un original estilo caracterizado por la gracia, la fluidez y la artificiosidad.
Entre 1522 y 1523 se encuentra nuevamente en Florencia, donde hace amistad con Rosso Fiorentino, con quien realiza un cartón muy elogiado: Los diez mil mártires, hoy desaparecido.
Tras el Saco de Roma (1527) que trastocó la actividad económica y artística de la ciudad, tuvo que buscar otra urbe para trabajar, y aceptó entrar al servicio de Andrea Doria para realizar la decoración del Palacio Fassolo en Génova, punto de referencia fundamental para los posteriores desarrollos de la pintura local en los palacios de la nobleza, donde realiza los temas de Los Triunfos, Los Héroes, La Caída de los gigantes o El naufragio de Eneas. De este periodo genovés son también numerosas tablas de altar y cartones para tapices.
En 1538 regresa a Roma, donde realiza importantes encargos para la corte papal, como la decoración de la Sala Paulina o las estancias del Castillo Sant'Angelo, así como la Estancia del Sello del Palacio Apostólico Vaticano. En estas obras abandona el frío y arqueológico estilo asumido en su periodo genovés, creando escenas más enérgicas y llenas de figuras inspiradas en Miguel Ángel.
La riqueza de su cultura la elegancia del dibujo y el ritmo inquieto de sus composiciones hacen de él una de las figuras más
importantes del Manierismo, con gran número de seguidores en Roma y en Génova.

## Obras destacadas

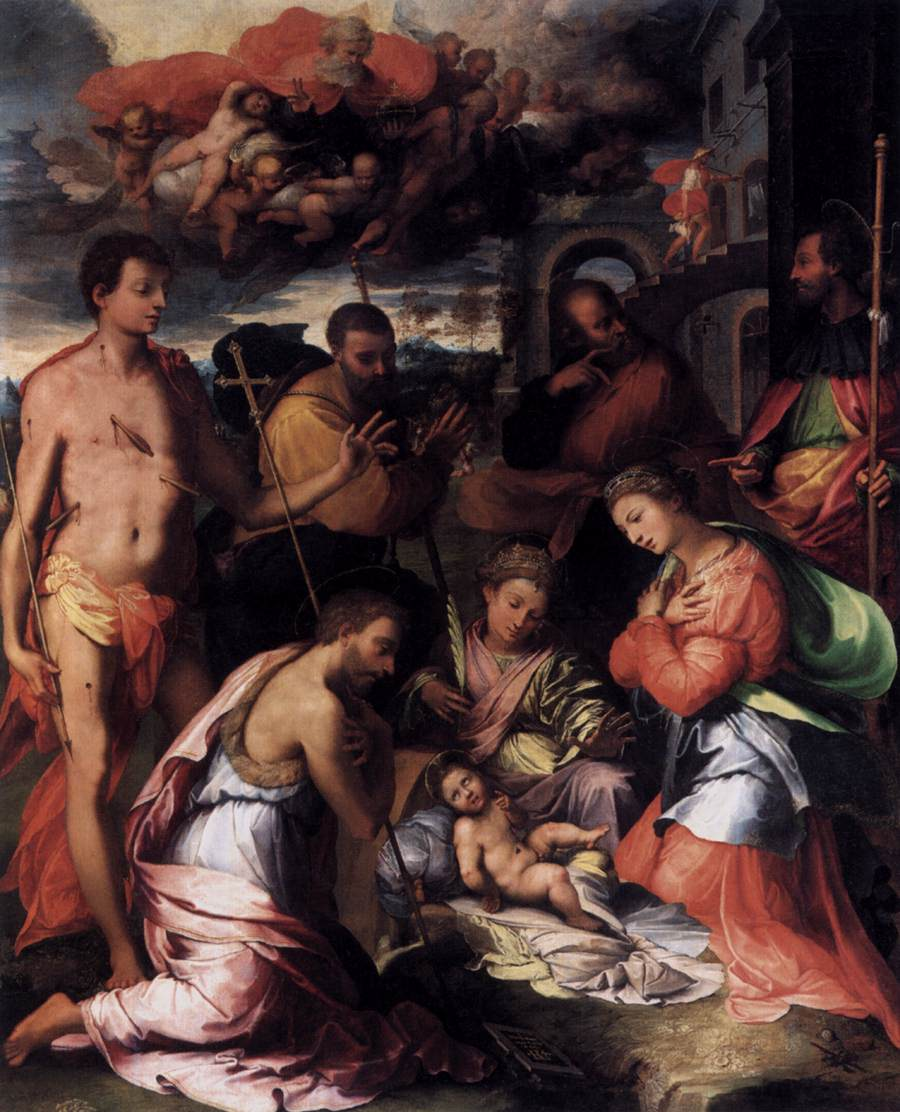
Adoración del niño con santos, National Gallery of Art, Washington

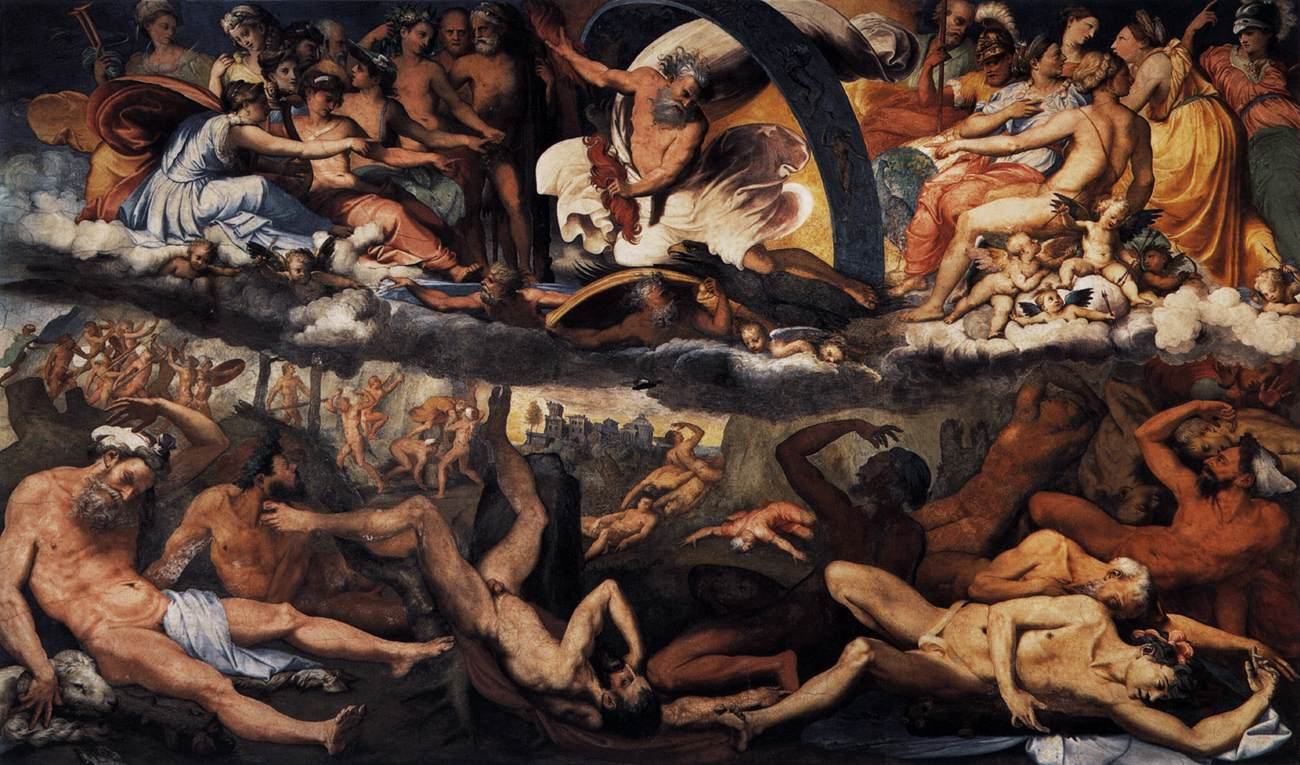
Caída de los Gigantes, Palazzo Fassolo, Venecia.

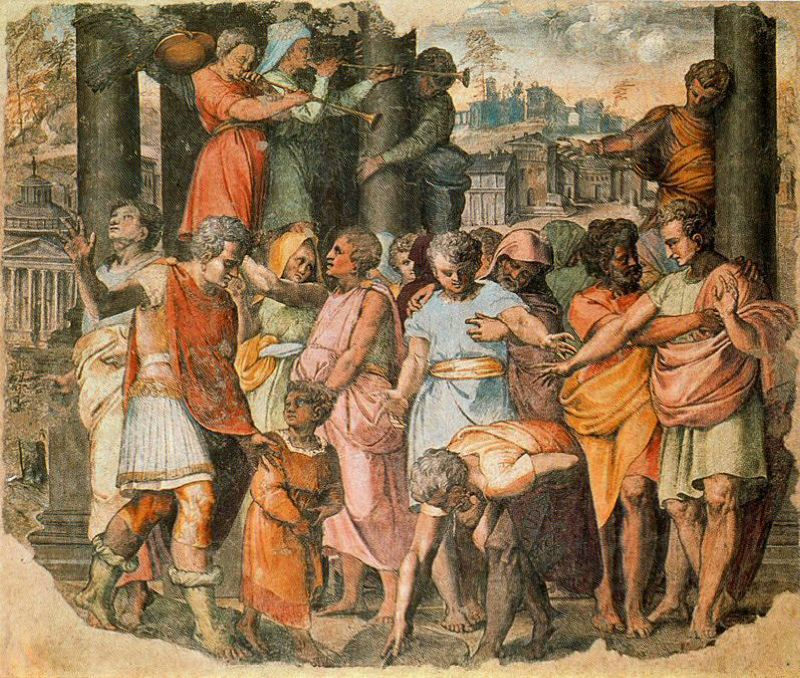
Tarquino el Soberbio funda el Templo de Júpiter Capitolino, fresco pasado a lienzo, Uffizi.

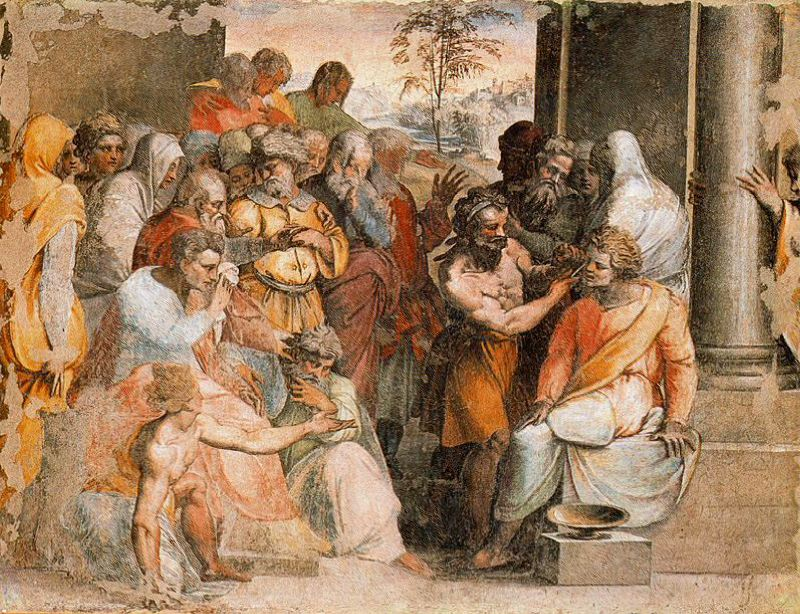
Justicia de Seleuco, fresco pasado a lienzo, Uffizi.

- Frescos del Palacio Baldassini, Roma (ahora en los Uffizi, Florencia)
  - Justicia de Seleuco
  - Tarquino el Soberbio funda el Templo de Júpiter Capitolino
- Los diez mil mártires de la Legión Tebana (1522-23, desaparecido)
- Frescos del Palacio Fassolo, Génova (1527-1533)
  - Los Triunfos
  - Los Héroes
  - La caída de los Gigantes
  - Naufragio de Eneas
- Frescos de la Sala Paulina, Vaticano
- Frescos del Castello de Sant'Angelo
- Frescos de la Sala de la Segnatura, Vaticano
- Venus y Cupido lloran a Adonis muerto (Museo del Cenacolo di Andrea del Sarto, Florencia)
- Diluvio Universal (Casa Vasari, Florencia)
- Conversión de San Pablo (Casa Vasari, Florencia)
- San Pablo predica a los judíos (Casa Vasari, Florencia)
- Paso del Mar Rojo (Galleria degli Uffizi, Florencia)
- Virgen con el Niño (Palacio Montecitorio, Roma)
- Lamentación sobre Cristo muerto (h.1530, Museo del Hermitage, San Petersburgo)
- Venus y Adonis. Bodas de Psiquis y Cupido  (Museo del Prado, Madrid)
- Adoración del Niño con santos (1534, National Gallery of Art, Washington)